# Ralph Blair
Ralph Blair (* 1939) ist ein US-amerikanischer Psychotherapeut und Autor.

## Leben
Blair studierte Psychotherapie und christliche Theologie an der Bowling Green State University, danach an der Graduate School of Religion der University of Southern California sowie an der Graduate School der Pennsylvania State University. 1964 arbeitete er für die evangelikale Organisation InterVarsity Christian Fellowship, die evangelistische Veranstaltungen an Universitäten finanziell unterstützte. Nach dem Ende seines Studiums war Blair in New York City als Psychotherapeut in einer eigenen privaten Praxis tätig. Blair ist Gründer der Organisation The Homosexual Community Counseling Center in New York City. 1975 gründete Blair die Organisation Evangelicals Concerned. Als Autor verfasste Blair verschiedene Bücher. Insbesondere beschäftigte er sich mit dem Thema Homosexualität und Religion.

## Werke (Auswahl)
- Undoing Every Do / Doing Every Don't (The Ten Commandments, The Religious Right & The Lesbigay Left), (2000)
- Christ2000, (1999)
- One Foolishness or Another, (1999)
- Empathways, (1998)
- Enthusiasm, (1997)
- Trust, (1996)
- Anger, (1995)
- Evangelism, (1994)
- Gifted to Give, (1993)
- Temptation and The Truly Alternative Lifestyle, (1992)
- Immortal Intimacy, (1991)
- Homosexualities: Faith, Facts, and Fairy Tales, (1991)
- The Lord’s Prayer (1990)
- Nevertheless Joy!, (1989)
- What’s the Bible?, (1988)
- Paul Who?, (1987)
- Jesus Who?, (1986)
- Christian Faithing and Self-Esteem, (1985)
- Doubtful Christians Make Queer Saints, (1984)
- With Sunshine and Rainfall for All, (1983)
- Wesleyan Praxis and Homosexual Practice, (1983)
- Hope’s Gays and Gays’ Hopes, (1983)
- Ethics and Gay Christians, (1982)
- Ex-Gay, (1982)
- Evangelicals (?!) Concerned, (1982)
- Getting Closer: Structure for Intimacy, (1981)
- Getting Close: Steps Toward Intimacy, (1980)
- Homophobia in the Churches, (1979)
- Holier-Than-Thou Hocus Pocus and Homosexuality, (1977)
- An Evangelical Look at Homosexuality, (1972)
- Etiological and Treatment Literature on Homosexuality, (1972)